# 삼산동 (순천시)
삼산동(三山洞)은 대한민국 전라남도 순천시의 동이다.

## 개요
삼산동은 본래 순천군 소안면 지역으로서 1914년 일제의 행정구역 폐합에 따라 고지리.신기 일부를 병합하여 가곡리, 조비리, 신기리 일부를 병합하여 석현리, 죽림리, 업동리, 서면의 강청리, 망북의 각 일부를 병합하여 용당리라하여 순천면에 편입 되었고, 1931년 11월 1일 순천읍에 속했으며, 1949년 8월 15일 순천시 가곡동, 석현동, 용당동으로 운영하다가 1964년 1월 7일 순천시의 33개동을 16개 행정운영 동으로 조정하면서 삼산동이라 하여 현재에 이르고 있다.

## 행정 구역
- 석현동(石峴洞)
- 가곡동(佳谷洞)
- 용당동(龍堂洞)

## 교육
- 순천향림초등학교
- 순천삼산초등학교
- 순천용당초등학교
- 순천향림중학교
- 순천제일고등학교
- 순천팔마고등학교
- 순천효산고등학교

## 기관
- 순천경찰서

## 주거

### 아파트
| 단지명                       | 건설사     | 시행사         | 주소                   | 입주       | 비고 |
| ---------------------------- | ---------- | -------------- | ---------------------- | ---------- | ---- |
| 가곡 영무예다음              | ㈜영무토건 | ㈜체다카       | 원가곡2길 17 (가곡동)  | 2021년 8월 |      |
| 가곡 대광로제비앙 리버팰리스 | 대광건영㈜ | ㈜디케이원     | 중앙로 530 (가곡동)    | 2023년 4월 |      |
| 덕진 순천의봄                | 덕진토건㈜ | ㈜덕진종합건설 | 용당삼산로 63 (용당동) | 2019년 1월 |      |
| e편한세상 순천 1단지         | DL이앤씨   | 한국자산신탁㈜ | 용당삼산로 29          | 2020년 6월 |      |